# Synoria
Synoria is een geslacht van vlinders van de familie snuitmotten (Pyralidae), uit de onderfamilie Phycitinae.

## Soorten
- S. anomala Balinsky, 1994
- S. antiquella (Herrich-Schäffer, 1855)
- S. comeella Amsel, 1951
- S. euglyphella Ragonot, 1888